# Eghegis
Eghegis ou Yeghegis (en arménien Եղեգիս ) est une communauté rurale du marz de Vayots Dzor, en Arménie. Elle compte 505 habitants en 2008. La ville abrite notamment un cimetière juif médiéval.